# 山浦ひさし
山浦 ひさし（やまうら ひさし、本名：山浦 堅（読み同じ）、1974年7月9日 - ）は、名古屋中心に活動するタレント、ラジオパーソナリティ、ピン芸人である。愛知県東海市出身（出生は愛知県知立市、小学3年で東海市に転居）。愛知県立横須賀高等学校卒業、名古屋大学経済学部中退。

## これまでの歩み

### 名古屋吉本での下積み時代
1995年、名古屋大学を休学（後に中退）し大阪NSC（吉本総合芸能学院）に15期生として入学、また吉本タレントオーディションにも合格し、名古屋NSC4期生となる。同期には笑い飯やライセンス、名古屋吉本の先輩にはタックインや上京後にスピードワゴンを結成する井戸田潤・小沢一敬らがいた。大阪兼名古屋NSC卒業後、吉本興業東海支社所属のタレントとして「Get-II」などのコンビを経て、星野竜也（スピードワゴンの小沢によると、2010年現在は沖縄に在住しているという）と「SABOTEN」というコンビを組んでいたが、2003年に解散。その後、ピン芸人として舞台に立っていた。

### 東海ラジオへの抜擢
山浦にとって大きな転機になったのは東海ラジオへの出演である。山浦はピン芸人の傍らテレビリポーターとしての仕事もこなしていたが、ぴーかんテレビ 元気がいいね!（東海テレビ）のレポーター仲間であった坂口美奈子がMCを務めた松原・坂口の土曜はど〜よ!?（東海ラジオ、以下「どーよ」）の中継レポーターに山浦を推薦したことから東海ラジオでの活動が始まる。「土曜はど〜よ」での活躍が認められ2004年10月にスタートした2COOL!、2005年4月にスタートしたヒッツ・サンデーのパーソナリティーに抜擢。また、2004年11月の東海ラジオ45周年特別番組ではメイン企画の45Kmウォーキングに山崎聡子（元東海ラジオアナウンサー）と出演した。そして2007年4月には「土曜はど〜よ」の後継番組として、初の冠番組「山浦ひさし 全力疾走」がスタートした。以降、他の地上波テレビ局やケーブルテレビへの出演と並行して東海ラジオで数々の冠番組を担当し、2019年の4月改編で「山浦!深谷!イチヂカラ!」の開始で「ぶっつけワイド」「宮地佑紀生の聞いてみや〜ち」など東海ラジオの歴代の看板番組が並ぶ平日昼間のワイド番組パーソナリティーに登り詰めた。
しかし、レポーター・パーソナリティーを活動の中心とするにつれ、芸人として舞台に立つこととの両立が難しくなり、2005年春に吉本興業から独立、フリーランスのタレントとなった（後に在名の芸能事務所とタレント契約を結ぶ）。現在は年1～2回程度単独でコントライブを開催するとともに、他の在名の芸人と「山ちゃん会」と称するライブを不定期に開催している。

### 結婚
2004年7月に名大在学中からの同級生と12年越しの交際の末、結婚した。この女性は下積み時代薄給の山浦をひたすら支えており、「土曜はど〜よ」へのレギュラー出演が男としてのケジメをつける契機となったと言える。しかし名古屋吉本は、アイドル的である山浦が結婚したことを公表することによる女性ファン離れを懸念し、結婚の公表を伏せるように山浦に求めた。また、結婚式当日「土曜はど〜よ」を休むことになっていたが、ちょうどその日が野球中継で放送がなくなったことで結婚の事実はリスナーに知られることはなかった。しかし自ら公表するタイミングを失うことともなり、公表は名古屋吉本退社後の2005年4月の「土曜はど〜よ」の放送中に坂口が山浦に代わって結婚していたことをカミングアウトする形となった。なお2008年9月、妻との間に男児をもうけている。

## 性格・キャラクターなど
- 普段は無口だが、放送になると毒舌も交えてリポートをする。その一方、いじる対象が見つかると徹底的にいじる。
- 根っからの野球少年であり、愛知県立横須賀高等学校でも野球部でプレーした元高校球児。中日ドラゴンズファンだが、本人がナゴヤドームで観戦するとドラゴンズが負けることが多く、2004年日本シリーズ第7戦でドラゴンズが西武ライオンズに負けて日本一を逃したときも観戦していたことから、「山浦が行くとドラゴンズが負ける」というジンクスが付いて回っていたことがある。横須賀高校の先輩にきくち教児、野球部の後輩に福谷浩司がいる。
- 長渕剛のファン。『北の国から』が好きで、怪談が得意[1]。
- 家族構成は、コックをしていた父、母、兄の4人家族。実父は東浦町で「食楽WA」の屋号のレストランを経営していたがその後閉店、実父は鬼籍に入っている[2]。

## 出演
東海ラジオに出演するようになってからは、名古屋のテレビ等でも活躍するようになり、仕事が格段に増えた。

### 現在
- Youtubeラジオ 山浦ひさしのなごやまちゃんねる（YouTube、月曜日 21:00 - 22:00）

### 過去

#### 東海ラジオ
- 松原・坂口の土曜はど〜よ!? ※レポーターとして
- 2COOL!　※2004～2006年度、初のパーソナリティ担当番組
- ヒッツ・サンデー
- 東海ラジオ45周年特番「あなたの街にジャンプ」（近鉄四日市駅前から東海ラジオ本社前まで歩く企画を山崎聡子アナと行った）
- 山浦ひさし 全力疾走　※初の冠番組
- 山浦ひさし 月ROCK!!!!!!
- チア・スポ〜Cheer Sport（東海ラジオ）
- 山浦・深谷の年リク!!（東海ラジオ、土曜日 16:00 - 19:00）
- 矢野きよ実・山浦ひさし 太陽とバナナ（東海ラジオ、平日 8:00 - 10:00、2013年9月30日 - 2014年9月19日）
- 山浦・深谷のヨヂカラ!（東海ラジオ、平日 16:00 - 17:45）
- 山浦!深谷!イチヂカラ!（東海ラジオ、平日 13:00 - 16:00、2019年4月1日 - 2020年3月27日）
- 東海ラジオ開局60周年「東海ラジオ大感謝祭2019」（「めざせ60キロ!山浦ひさし!天下獲るヂカラ!」と題し、オアシス21→犬山城→小牧山→清須城→オアシス21を2019年9月22日・23日の2日間かけて歩いた。）
- 山浦ひさし!イチヂカラ!（東海ラジオ、平日 13:00 - 16:00、2020年4月2日 - 2020年9月25日）
- 山浦ひさしのドラゴンズステーション （東海ラジオ、月曜 17:15 - 19:00、2020年9月 - 2022年9月）

#### テレビ、ラジオ（東海ラジオ以外）
- 爆笑オンエアバトル（NHK）戦績1勝3敗 最高417KB ※SABOTEN時代に出場。
- ぴーかんテレビ 元気がいいね!（東海テレビ）
- とってもワクドキ!（三重テレビ）
- iげっちゅ!（東海テレビ）
- ワクドキ!元気（三重テレビ）※木曜日「タカトラ」で藤堂高虎に扮してレポート
- 街角ふれあい（クローバーTV）
- アサヒスーパードライ（「うまさは歓び!プレゼントキャンペーン」CM。2008年3月1日～数週間。）
- 3時のつボッ!（テレビ愛知）
- ちたまる（知多メディアスネットワーク・CACなどでは生放送を行っているほか、東海ケーブルチャンネルでもリピート放送が実施されている）
- 山浦ひさしのトコトン!1スタ（テレビ愛知）
- ラッキー!!（中京テレビ。金曜日）
- まちバル（スターキャット・ケーブルネットワーク・東海ケーブルチャンネル）

#### CM（東海ラジオのみオンエア）
- ソニー損保（どーよ時代のパーソナリティ、松原敬生とともに出演）

#### 東海ラジオ以外のインターネット放送など
- FAN'S TV（インターネット放送：Docomil、隔週月曜日）